# Staten van Vlaanderen

Wapenschild van de Graven van Vlaanderen

De Staten van Vlaanderen was de vertegenwoordiging van de drie standen van het graafschap Vlaanderen bij de graven.  
Vanaf de 15e eeuw stuurden de Staten van Vlaanderen afgevaardigden naar de Staten-Generaal van de Zeventien Provinciën.
Tijdens de Tachtigjarige Oorlog kwam het noorden van het graafschap Vlaanderen als Staats-Vlaanderen in handen van de Republiek. Dit gebied, het huidige Zeeuws-Vlaanderen, werd vanuit Den Haag bestuurd als een generaliteitsland. In het zuiden functioneerden de Staten van Vlaanderen verder.
De leden van de Staten van Vlaanderen reisden aan boord van de Gentse barge tijdens hun inspectietochten door Vlaanderen.
De Staten van Vlaanderen hebben tweemaal de onafhankelijkheid uitgeroepen, die telkens maar van korte duur was:
- In 1579 sloot Vlaanderen zich aan bij de Unie van Utrecht en twee jaar later tekenden de Staten van Vlaanderen ook het Plakkaat van Verlatinghe, dat is de afzetting van de koning (eigenlijk van de graaf).
- Op 4 januari 1790 keurden de Staten het Manifest van de Provincie Vlaanderen goed waarin de Oostenrijkse keizer vervallen verklaard werd als graaf van Vlaanderen. Zeven dagen later vormden de verschillende Zuid-Nederlandse staten samen de republiek van de Verenigde Nederlandse Staten.